# Le Taillan-Médoc
 Le Taillan-Médoc  là một xã thuộc tỉnh Gironde trong vùng Aquitaine tây nam nước Pháp. Xã này nằm ở khu vực có độ cao trung bình 26 mét trên mực nước biển.